# Eleições parlamentares europeias de 2014 (Bélgica)
As eleições parlamentares europeias de 2014 na Bélgica, realizadas a 25 de Maio, serviram para eleger a delegação do país para o Parlamento Europeu. O colégio eleitoral flamengo elegeu 13 membros, o colégio eleitoral francês elegeu 9 membros e o colégio eleitoral alemão elegeu 1 membro.

## Resultados Nacionais

### Colégio Alemão
| Partido                 | Partido                          | Votos  | %               | +/-   | Deputados | +/-     |
| ----------------------- | -------------------------------- | ------ | --------------- | ----- | --------- | ------- |
|                         | Partido Social Cristão           | 11 710 | 30,34 / 100,00  | 1,91  | 1 / 1     | Estável |
|                         | Ecolo                            | 6 429  | 16,66 / 100,00  | 1,08  | 0 / 1     | Estável |
|                         | Partido da Liberdade e Progresso | 6 197  | 16,06 / 100,00  | 4,31  | 0 / 1     | Estável |
|                         | Partido Socialista               | 5 835  | 15,12 / 100,00  | 0,49  | 0 / 1     | Estável |
|                         | ProDG                            | 5 106  | 13,23 / 100,00  | 3,16  | 0 / 1     | Estável |
|                         | Vivant                           | 3 319  | 8,60 / 100,00   | 2,35  | 0 / 1     | -       |
| Votos Inválidos         | Votos Inválidos                  | 4 788  | 11,04 / 100,00  | 0,43  |           |         |
| Total                   | Total                            | 38 596 | 100,00 / 100,00 |       | 1 / 1     |         |
| Eleitorado/Participação | Eleitorado/Participação          | 43 384 | 86,34 / 100,00  | 2,80  |           |         |
| Fonte                   | Fonte                            | [ 1 ]  | [ 1 ]           | [ 1 ] | [ 1 ]     | [ 1 ]   |

### Colégio Flamengo
| Partido | Partido                         | Votos     | %               | +/-   | Deputados | +/-     |
| ------- | ------------------------------- | --------- | --------------- | ----- | --------- | ------- |
|         | Nova Aliança Flamenga           | 1 123 355 | 26,67 / 100,00  | 16,79 | 4 / 12    | 3       |
|         | Liberais e Democratas Flamengos | 859 099   | 20,40 / 100,00  | 0,16  | 3 / 12    | Estável |
|         | Democratas-Cristãos e Flamengos | 840 783   | 19,96 / 100,00  | 3,30  | 2 / 12    | 1       |
|         | Partido Socialista - Diferente  | 555 348   | 13,18 / 100,00  | 0,05  | 1 / 12    | 1       |
|         | Groen                           | 447 391   | 10,62 / 100,00  | 2,72  | 1 / 12    | Estável |
|         | Vlaams Belang                   | 284 856   | 6,76 / 100,00   | 9,11  | 1 / 12    | 1       |
|         | Partido do Trabalho da Bélgica  | 101 237   | 2,40 / 100,00   | 1,42  | 0 / 12    | Estável |
| Total   | Total                           | 4 212 069 | 100,00 / 100,00 |       | 12 / 12   |         |
| Fonte   | Fonte                           | [ 2 ]     | [ 2 ]           | [ 2 ] | [ 2 ]     | [ 2 ]   |

### Colégio Francês
| Partido | Partido                            | Votos     | %               | +/-   | Deputados | +/-     |
| ------- | ---------------------------------- | --------- | --------------- | ----- | --------- | ------- |
|         | Partido Socialista                 | 714 645   | 29,29 / 100,00  | 0,19  | 3 / 8     | Estável |
|         | Movimento Reformador               | 661 332   | 27,10 / 100,00  | 1,05  | 3 / 8     | 1       |
|         | Ecolo                              | 285 196   | 11,69 / 100,00  | 11,19 | 1 / 8     | 1       |
|         | Centro Democrático Humanista       | 277 246   | 11,36 / 100,00  | 1,98  | 1 / 8     | Estável |
|         | Partido Popular                    | 145 909   | 5,98 / 100,00   | Novo  | 0 / 8     | Novo    |
|         | Partido do Trabalho da Bélgica     | 133 811   | 5,48 / 100,00   | 4,32  | 0 / 8     | Estável |
|         | Frente Democrática dos Francófonos | 82 540    | 3,38 / 100,00   | -     | 0 / 8     | -       |
|         | Avante os Belgas!                  | 72 671    | 2,98 / 100,00   | Novo  | 0 / 8     | Novo    |
|         | A Direita                          | 38 813    | 1,59 / 100,00   | Novo  | 0 / 8     | Novo    |
|         | Outros                             | 12 675    | 0,52 / 100,00   |       | 0 / 8     |         |
| Total   | Total                              | 2 440 046 | 100,00 / 100,00 |       | 8 / 8     |         |
| Fonte   | Fonte                              | [ 3 ]     | [ 3 ]           | [ 3 ] | [ 3 ]     | [ 3 ]   |